# Dukono
Der Dukonu ist ein aktiver Vulkan im Norden der indonesischen Insel Halmahera, die zur Provinz Maluku Utara gehört. Er ist 1185 m hoch.
Die letzte schwere Eruption ereignete sich 1550; er ist seit 1933 kontinuierlich aktiv.